# Emilio Lucca
Emilio Lucca fue un deportista italiano que compitió en remo. Ganó tres medallas en el Campeonato Europeo de Remo, en los años 1912 y 1913.

## Palmarés internacional
| Campeonato Europeo | Campeonato Europeo | Campeonato Europeo | Campeonato Europeo |
| Año                | Lugar              | Medalla            | Prueba             |
| ------------------ | ------------------ | ------------------ | ------------------ |
| 1912               | Ginebra (Suiza)    | Medalla de plata   | Ocho con timonel   |
| 1912               | Ginebra (Suiza)    | Medalla de bronce  | Cuatro con timonel |
| 1913               | Gante (Bélgica)    | Medalla de bronce  | Ocho con timonel   |